# Dunaalmás
Dunaalmás là một thị trấn thuộc hạt Komárom-Esztergom, Hungary. Thị trấn này có diện tích 14,77 km², dân số năm 2010 là 1627 người, mật độ 110 người/km².